# Orlik Einsela
Orlik Einsela (Aquilegia einseleana) – gatunek rośliny górskiej z rodziny jaskrowatych, endemicznie występujący w Alpach. Jest rośliną raczej rzadką, rośnie przede wszystkim w Dolomitach, ale spotykana jest również w dolinie Colla w Ticino.

## Morfologia
Pokrój20–40 centymetrowa bylina o cienkich i włóknistych korzeniach, często płożących się po powierzchni ziemi.
PędyKwiatonośne, smukłe, wzniesione ku górze lub podnoszące się, rozgałęzione i owłosione.
LiścieOdziomkowe, rozmieszczone na ogonkach o długości od 4 do 5 cm, wyrastające w rozecie otoczonej obumarłymi liśćmi z zeszłego roku. Blaszka liściowa trójdzielna, o zaokrąglonych koniuszkach, karbowanych lub płatowatych. Nieliczne liście łodygowe o wiele mniejsze, z całobrzegimi i równowąskimi blaszkami.
KwiatyPochylone, ciemnoniebieskie, o długości 2,5–4 cm, przeważnie pojedyncze, rzadziej w grupach po 2 lub 3 na wierzchołku łodygi. Każdy kwiat składa się z 5 podługowato-jajowatych zewnętrznych działek działek kielicha podobnych do płatków korony i 5 tzw. listków miodnikowych tworzących rodzaj dzwonu. Tylny koniec miodnika tworzy prostą, na wierzchołku lekko wygiętą ostrogę, 8–10 mm długości. Kwitnie od czerwca do lipca.
Gatunki podobneWedług opinii niektórych przyrodników, Aquilegia einseleana tworzy grupę charakteryzującą się przede wszystkim niewielką wysokością, płożącym się kłączem, i preferowaniem wapiennego, skalistego podłoża. Do grupy tej należy 5 lub 6 kolejnych gatunków, między innymi A. bertolonii, A. litardierei, gatunek endemiczny na Korsyce, a także A. thalictrifolia. Różnią się one między sobą długością i wygięciem ostrogi, bądź budową liści.

## Siedlisko
Rośnie na kamienistych łąkach, piarżyskach i rumoszach skalnych, chętnie na podłożu zawierającym wapń; na wysokościach od 600 do 2600 m n.p.m.